# Ніл Кардонер
Ніл Кардонер Гратакос (ісп. Nil Cardoner Gratacós, нар. 16 вересня 1998, Жирона, Іспанія) — іспанський актор. Він знімався в кількох телесеріалах, таких як «Polseres vermelles» і «Infidels», обидва транслювалися на TV3. У 2019 році він дебютував як Оскар у серіалі TV3 «Les de l'hoquei».

## Життя та кар'єра
Першою появою на телебаченні став його дебют в серіалі «Zoo». Згодом серія «Polseres vermelles» стане тією, яка принесе йому популярність, присудивши йому премію Хвилі. У 2012 році брала участь у виставі «ДІНОУ». 12 жовтня він закінчив запис фільму під назвою «Seve» разом з Хосе Луїсом Гутьєрресом, який вийшов у квітні 2014 року. Він також брав участь у фільмі «Fènix 11:23» як головний герой у супроводі Мірейї Вілапуїг, партнерки по фільму «Polseres vermelles». Зараз він бере участь у серіалі «Польща» на TV3, де імітує Іньїго Еррехона з партії Подемос.

## Фільмографія
- 2008 — «Zoo»
- 2009 — «Negro Buenos Aires»
- 2009-2011 — «Infidels»
- 2011 — «Mil cretins»
- 2011-2013 — «Polseres vermelles»
- 2012 — «Fénix 11:23»
- 2014 — «Seve»
- 2014-2016 — «Польща»
- 2019-2020 — «Les de l'hoquei»
- 2022 — «Alma»